# Canal 3 Bénin
Pour les articles homonymes, voir Canal 3 (homonymie).
Canal 3 Bénin est une chaîne de télévision généraliste béninoise privée. Elle appartient au groupe de presse Fraternité. Elle émet depuis le quartier Menontin situé au Nord-Ouest dans le 9è arrondissement de Cotonou, département du Littoral au Bénin.

## Histoire de la Chaîne
En 2013, dans le cadre de l'attribution de nouvelles fréquences aux chaînes de télévisions et radios lancée par la haute autorité de l'audiovisuel et de la communication (HAAC), plusieurs groupes, entreprises, promoteurs et hommes d'affaires profitent de l'initiative pour obtenir des licences. A l’époque Canal 3 Bénin fait partie des 51 soumissionnaires dont les dossiers d'appel à candidature furent dépouillés le 31 janvier 2013,.

## Identité visuelle

### Slogans
La passion de l'image

## Programmes
La chaîne Canal 3 propose des programmes en français et en langues nationales. Ces programmes se focalisent tous les jours de la semaine sur l’actualité nationale axée sur les thématiques notamment sociales, culturelles, éducatives, politiques et économiques.

### Émission
- Le Journal Télévisé
- Zone Franche
- Mon quartier et son histoire
- Une semaine en Afrique
- Grand format
- Magazine langues (oxo)
- Feuilleton
- En mon âme je suis libre
- 90 min au Bénin
- English hour

## Diffusion
La chaîne diffuse ses émissions sur toute l'étendue du territoire nationale et à l'international. Elle émet à la fois par voie hertzienne et par satellite : Sur le canal hertzien grâce au faisceau hertzien en bande UHF avec la fréquence 639.25 MHZ ; Par Satellite, via le satellite Eutelsat 16A sur 16.0°E ; 10977 H 24114.
En 2015, elle lance la diffusion de programmes en quatre langues d'Afrique de l’ouest notamment le savanna, wolof et hausa grâce aux deux satellites de la société SES S.A (Astra 2G satellite à 28,2 degrés Est et SES-5 sous 5 degrés Es). D'autre part, Canal 3 Bénin est accessible sur le bouquet Canal Horizon sur la chaîne 272. La chaîne diffuse aussi sur des plateformes de streaming et des applications mobile,,,,,.